# Mansión del gobernador de Georgia
La Mansión del Gobernador es la residencia oficial del gobernador del estado estadounidense de Georgia. La mansión está ubicada en el 391 de West Paces Ferry Road NW, en el vecindario de Tuxedo Park del próspero distrito Buckhead de Atlanta.

## Construcción
La actual Mansión del Gobernador se encuentra en una propiedad que perteneció al ex alcalde de Atlanta, Robert Maddox, quien era el dueño de una gran casa de estilo Tudor inglés que había en el solar. Un incendio destruyó gran parte de la casa y el señor Maddox vendió la propiedad al estado. El resto de la casa fue demolido para construir la mansión actual.
La Mansión del Gobernador es una casa de estilo neogriego de tres plantas y 30 habitaciones construida en 1967. Ocupa aproximadamente 7,3 hectáreas en la histórica West Paces Ferry Road, en el noroeste de Atlanta. Fue diseñada por el arquitecto de Georgia A. Thomas Bradbury e inaugurada oficialmente el 1 de enero de 1968.
En 1975, la mansión sufrió graves daños por culpa de un tornado que azotó el oeste y luego el norte de Atlanta en la mañana del 24 de marzo, ocurrido apenas una semana después de que el gobernador George Busbee se mudara allí después de su toma de posesión y requiriera una renovación. Esto produjo que el tornado fuera bautizado como el "tornado del gobernador". Más tarde, en 2008, la puerta de entrada resultó dañada por un incendio durante otra renovación en la tarde del 11 de septiembre. El Departamento de Bomberos de Atlanta extinguió rápidamente el incendio y determinó mediante imágenes térmicas que el fuego no se había extendido dentro del muro. Había pocas personas presentes y nadie resultó herido, ya que ocurrió fuera del horario laboral y el gobernador y su esposa estaban ausentes.

### Exterior
La casa ocupa una superficie de 2 200 m² y tiene un total de 30 columnas dóricas alrededor de los porches. Estas columnas están hechas de secuoyas de California y cada una mide 7 m de altura. Están ahuecadas y tratadas especialmente en el interior para soportar el drenaje del agua desde el techo. El entorno es parecido a un parque con numerosos árboles. En el terreno se encuentran una piscina, canchas de tenis, área de juegos infantiles y un invernadero. La pieza central de la entrada es una fuente de mármol de Georgia con tres grandes mástiles.

### Interior
La mansión tiene tres niveles: un nivel inferior, el nivel principal y el nivel superior. El nivel inferior tiene varias estancias que sustentan la mansión. El salón de baile se encuentra en este nivel. El salón de baile tiene una capacidad de 175 personas para cenas formales y también se utiliza para funciones más pequeñas. La piscina y el patio exterior también están fuera de este nivel.
La planta principal puede considerarse la Planta Estatal. La mayoría de las salas de este piso se utilizan para entretenimiento oficial. Las habitaciones también se utilizan para las actividades cotidianas. El Vestíbulo de Entrada es la entrada principal. Flanqueando el lado derecho está la Biblioteca de Georgia, que contiene libros escritos por autores de Georgia. A la izquierda de la entrada se encuentra el dormitorio de invitados, que es el único dormitorio de la planta principal. Hacia la parte trasera de la mansión se encuentra el Salón Circular, con su gran escalera . Ubicado a la derecha se encuentra el Comedor de Estado y a la izquierda el Salón de Estado. Ambos tienen un uso oficial. El centro trasero del vestíbulo de entrada contiene el tocador a la derecha, el comedor familiar al frente y la sala de estar familiar a la izquierda. La cocina está en la esquina trasera del comedor. Estas son las tres estancias que utiliza habitualmente la familia ya que esta es la cocina de la mansión.
En el piso superior se encuentra la vivienda privada del Gobernador. Este nivel contiene, entre otras salas, la oficina de la Mansión del Gobernador, la oficina de la primera dama y la sala de estar familiar. Hay varios dormitorios especiales en esta planta. La suite presidencial con su propia sala de estar, dormitorio y baño tiene una vista imponente del jardín delantero. El dormitorio Carter, que lleva el nombre del expresidente, el dormitorio Lincoln, y un par de dormitorios más también se encuentran en este nivel.

### Mobiliario
Todos los muebles de la casa se considera que tienen la calidad de piezas de museo y constituyen una de las mejores colecciones del período federal de los Estados Unidos. Estos muebles fueron adquiridos por un comité de bellas artes de 70 miembros mientras se construía la mansión. Es una colección permanente y pertenece al estado de Georgia. No cambia de una administración a otra.

## Gobernadores que han residido en la mansión
Lester Maddox fue el primer gobernador que vivió allí, seguido por Jimmy Carter, George Busbee, Joe Frank Harris, Zell Miller, Roy Barnes, Sonny Perdue, Nathan Deal y Brian Kemp, quien es el residente actual de la mansión.

## Visitas públicas
Lester y Virginia Maddox, los primeros residentes de la mansión, sentaron el precedente de abrir la mansión al público para visitas guiadas regulares, y esa tradición ha continuado hasta el día de hoy.Los tours se realizan durante todo el año los martes, miércoles y jueves entre las 10:00 y las 11:30. Se necesita hacer una reserva para grupos de 10 o más. La entrada es gratuita.

## Mansiones anteriores
Georgia ha tenido tres mansiones oficiales y una mansión no oficial en dos ciudades diferentes:

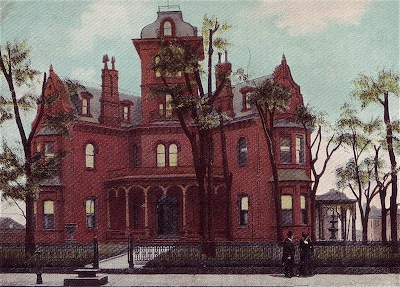
Mansión del gobernador de Georgia de 1870 a 1923

- La primera mansión ejecutiva (1838-1868) estuvo ubicada en Milledgeville y todavía está abierta para visitas públicas. La capital del estado se trasladó de Milledgeville a Atlanta en 1868 y la primera residencia no fue oficial, sino que era un edificio de tres pisos en el lado este de Peachtree Street, entre las calles Ellis y Baker, propiedad de Charles Larenden.
- En 1870, se compró la primera mansión oficial en Atlanta a John H. James en Cain (ahora Andrew Young Intl. Blvd.) y Peachtree y su primer ocupante fue Rufus Bullock. Diecisiete gobernadores ocuparon esta gran casa victoriana hasta que el gobernador Dorsey abandonó el edificio cada vez más deteriorado por su casa de verano cerca de Atlanta Water Works en 1921. La antigua casa de James fue demolida en 1923 y más tarde se construyó el hotel Henry Grady en ese sitio, que ahora está ocupado por el Westin Peachtree Plaza.[5]
- En 1925, el estado adquirió la mansión de granito y la propiedad de Edwin Ansley, ubicada en El Prado, en la enen Ansley Park. Esa propiedad albergó a 11 gobernadores antes de que fuera desalojada y demolida en 1968, a pesar de su importancia histórica.

## enlaces externos
- Sitio web oficial de la Mansión del Gobernador de Georgia

- Imágenes de la mansión del primer gobernador en Atlanta.

- Datos: Q5547508